# Птеродактил
Птеродактил (од грчког pterodáktylos) је изумрлих род од птеросаура, чији чланови су обично познати као птеродактиле. Сматра се да садржи само једну врсту, Pterodactylus antiquus, који је био први птеродактил који је именован и идентификован као летећи гмизавац.
Фосилни остаци птеродактила првенствено су пронађени у Баварској, који датира из горње јуре, пре око 150,8 до 148,5 милиона година. Остаци птеродактила су условно идентификовани у Европи, као и у Африци.
Птеродактил је био општи месојед који се хранио разним бескичмењацима и кичмењацима. Као и сви птеросауруси, и птеродактил је имао крила формирана од коже и мишићне мембране која се протеже од издуженог четвртог прста до задњих удова. Изнутра су га подржавала колагена влакна, а споља кератин. Птеродактил је био мали птеросаурус у поређењу са другим родовима, попут птеранодона и Quetzalcoatlus, а такође је живео и раније, током горње јуре, док су и птеранодон и Quetzalcoatlus живели током горње креде. Птеродактил је живео упоредо са другим малим птеросаурусима, као што је Rhamphorhynchus, као и са другим родовима попут Scaphognathus, Anurognathus и Ctenochasma. Птеродактил је класификован као члан Euctenochasmatia, унутар класе птеродактилоиди.

## Историја
Типични примерак животиње сада познат као Pterodactylus antiquus био је први фосил птеросауруса који је икада идентификован. Први примерак птеродактила је описао италијански научник Козимо Алесандро Колини 1784. на основу фосилног скелета који је ископан из кречњака у Баварској. Колини је био кустос кабинета куриозитета Naturalienkabinett (претеча савременог концепта музеја природне историје), у палати Карла Теодора у Манхајму. Узорак је колекцији поклонио гроф Friedrich Ferdinand zu Pappenheim око 1780, након што је пронађен у каменолому у Ајхштету. Датум открића и уласка узорка у збирку није познат, међутим, верује се да је 1784. године. Ово га чини потенцијално најранијим документованим налазом птеросаура Pester Exemplar врсте Aurorazhdarcho micronyx описан 1779. године.
У свом првом опису Колини није закључио да се ради о летећој животињи, одбацујући афинитете са птицама и шишмишима. Претпоставио је да се ради о морском створењу зато што је сматрао да је у дубинама океана било удомљених непознатих врста животиња. Идеја да су птеросауруси водене животиње задржала се међу мањином научника чак 1830. године, када је немачки зоолог Јохан Георг Ваглер објавио текст о водоземцима који је укључивао илустрацију птеродактила који је користио крила као пераје. Ваглер је отишао толико далеко да је птеродактил, заједно са другим воденим кичмењацима (ихтиосаури и сисари са клоаком), сврстао у класу између птица и сисара.
Јохан Херман је први изјавио да је птеросаурус користио свој дугачки четврти прст за подршку крилне мембране. У марту 1800. Херман је упозорио Жоржа Кивје на постојање Колинијевог фосила, верујући да су га окупирале Наполеонове окупаторске војске и послале у француске збирке у Паризу као ратни плен. У то време посебни француски политички комесари систематски су одузимали уметничко благо и предмете од научног интереса. Херман је послао писмо које садржи његово тумачење узорка (иако га није лично прегледао), за које је веровао да је сисар, укључујући и прву познату обнову живота птеросауруса. Обновио је животињу са мембранама крила које се протежу од дугог четвртог прста до глежња и покривачем од крзна (нити узорци крила нити крзно нису сачувани у узорку). Херман је такође додао мембрану између врата и зглоба, као што је стање код слепих мишева . Кивје се сложио са овим тумачењем, а на Херманов предлог, први је објавио те идеје у децембру 1800. године у врло кратком опису. Међутим, супротно Херману, Кивје је био убеђен да је животиња гмизавац. Узорак Французи нису запленили, уместо тога, 1802. године, након смрти Карла Теодора, донета је у Минхен, где је барон добио опште изузеће од конфискације за баварске збирке. Кивје је замолио вон Мола да проучи фосил, али му је речено да се не може пронаћи. Године 1809. Кивје је објавио нешто дужи опис, у којем је назвао животињу Petro-Dactyle међутим, то је била штампарска грешка, коју је касније исправио у Ptéro-Dactyle. Такође је оповргао хипотезу Јохана Фридриха Блуменбаха како би то била птица на обали. Кивје је приметио да није могуће сумњати да је дугачак прст служио за подршку мембрани која је продужавањем предњег екстремитета формирала крило.
Супротно вон Моловом извештају, фосил није недостајао већ га је проучавао Самјуел Томас вон Сомеринг, који је држао јавно предавање 27. децембра 1810. године. У јануару 1811. године вон Сомеринг је написао писмо Кивју са жаљењем због чињенице да је тек недавно обавештен о захтеву за информацијама. Његово предавање објављено је 1812. године, а у њему је вон Сомеринг назвао врсту Ornithocephalus antiquus. Животиња је описана као шишмиш и облик између сисара и птица у афинитету или архетипу. Кивју се није сложио, а исте године у својим фосилима Ossemens дао је опширан опис у којем је поновио да је животиња гмизавац. Тек 1817. године изашао је други примерак поново из Солнхофена. Овај примерак је исте године вон Сомеринг описао као Ornithocephalus brevirostris који је обезбедио рестаурацију скелета, прву објављену за било ког птеросауруса. Ова рестаурација је нетачна. Сомеринг није променио мишљење да су ови облици слепи мишеви и да ће овај модел за тумачење птеросауруса остати утицајан дуго након што је око 1860. постигнут консензус да су у питању гмизавци. Стандардне претпоставке су биле да су птеросауруси четвороножни, неспретни на тлу, крзнени, топлокрвни и да им је крилна мембрана досегла до глежња. Неки од ових елемената су потврђени, неки су оповргнути савременим истраживањима, док други остају спорни.
Године 1815. Константин Самуел Рафинеску је латинизирао генеричко име Ptéro-Dactyle у Pterodactylus. Не знајући за његово објављивање, Кивју је 1819. латинизирао назив Ptéro-Dactyle поново у Pterodactylus. Године 1888. енглески природњак Ричард Лидекер одредио је Pterodactylus antiquus као типску врсту Pterodactylus, а Ornithocephalus antiquus је сматрао синонимом. Такође је означио узорак BSP AS.I.739 као холотип рода.

## Опис
Птеродактил је познат из преко 30 фосилних примерака, и иако већина припада младима, многи скелети су потпуно очувани. Pterodactylus antiquus је био релативно мали птеросаурус, са процењеним распоном крила одраслих од око 104 метара, на основу јединог познатог примерка одраслог, који је представљен изолованом лобањом. Некада се сматрало да су друге врсте биле мање. Међутим, показало се да ови мањи примерци представљају младе птеродактиле, као и његове савремене рођаке, укључујући Ctenochasma, Germanodactylus, Aurorazhdarcho, гнатосаур и хипотетички Aerodactylus.
Лобање одраслих птеродактила биле су дугачке и танке, са око 90 уских и конусних зуба који су се протезали уназад од врхова обе вилице и постајали све мањи, што је било другачије од оних виђених код већине рођака, где зуби нису били присутни на врху горње вилице и били су релативно уједначене величине. Зуби птеродактила су се, такође, продужили даље у вилицу за разлику од њихових блиских рођака, а неки су били присутни испод предње стране nasoantorbital fenestra, која је највећи отвор у лобањи.
Птеродактил је, попут сродних птеросауруса, имао грб на лобањи састављен углавном од меких ткива. Код одраслих птеродактила овај гребен се протезао између задње ивице и задњег дела лобање. У најмање једном примерку, гребен је имао кратку коштану основу, такође виђену код сродних птеросауруса попут Germanodactylus. Чврсти гребени пронађени су само на великим, потпуно одраслим примерцима птеродактила, што указује на то да је ово била структура приказа која је постала већа и боље развијена како су појединци сазревали. Године 2013. истраживач птеросауруса Кристофер Бенет је приметио да су други аутори тврдили да се гребен меког ткива птеродактила протегао уназад иза лобање, међутим, он сам није нашао никакве доказе. Два примерка P. antiquus (примерак холотипа  BSP AS I 739 и непотпуна лобања BMMS 7, највећа позната лобања P. antiquus) имају ниски коштани гребен на лобањи, у BMMS 7 је 47,5 mm дугачак (24% процењене укупне дужине његове лобање) и има максималну висину од 0,9 mm изнад орбите. Неколико примерака који су се раније односили на P. antiquus сачували су доказе о продужењима меких ткива ових гребена, укључујући флексибилну структуру налик језичцима која се протеже од задњег дела лобање. Већина ових примерака је рекласификована у сродну врсту Aerodactylus scolopaciceps, која, међутим, не може бити ништа више од млађег синонима. Чак и да је Aerodactylus ваљан, сматра се да најмање један примерак са овим карактеристикама припада птеродактилу, BSP 1929 I 18, који поседује мали трокутасти гребен меког ткива са врхом гребена постављеног изнад очију.

## Палеобиологија

### Историја живота
Као и други птеросауруси (највише Rhamphorhynchus), узорци птеродактила се могу значајно разликовати у зависности од старости или степена зрелости. И пропорције костију удова, величина и облик лобање, као и величина и број зуба су се мењали како су животиње расле. Историјски гледано, различите фазе раста (укључујући фазе раста сродних птеросауруса) су погрешно означене за нове врсте птеродактила. Неколико детаљних студија које користе различите методе за мерење криве раста међу познатим примерцима су сугерисале да постоји само једна ваљана врста птеродактила, P. antiquus.
Најмлађи незрели примерци Pterodactylus antiquus (наизменично се тумаче као млади примерци различите врсте P. kochi) имају мали број зуба, код неких чак 15, а зуби имају релативно широку базу. Зуби других примерака P. antiquus су и ужи и бројнији (у више примерака присутно је до 90 зуба).
Узорци птеродактила се могу поделити у две различите годишње класе. Прве године су лобање величине 15 до 45 mm, а друге од око 55 до 95 mm, али су ипак незрели. Ове прве две групе величина некада су биле класификоване као младунци и одрасли врсте P. kochi, све док даље истраживање није показало да су чак и претпостављене одрасле особе биле незреле и вероватно припадале посебном роду. Трећу годину представљају примерци традиционалног P. antiquus, као и неколико изолованих, великих примерака некада додељених P. kochi који се по величини преклапају са P. antiquus. Међутим, сви примерци ове треће године такође показују знаке незрелости. Потпуно зрели примерци птеродактила остају непознати или су грешком класификовани као други род.

### Сезоне раста и размножавања
Различите годишње класе узорака Pterodactylus antiquus показују да се ова врста, попут савременог Rhamphorhynchus muensteri, узгајала сезонски и да је током свог живота стално расла. Нова генерација прве класе P. antiquus развијала се сезонски и достигла величину друге до излегања следеће генерације, стварајући изразите „грудве” сличних и старих особа у фосилном запису. Најмању класу по величини су чинили они који су тек почели да лете и имали су мање од годину дана. Друга класа представља од једне до две године, а ретку трећу класу чине старији од две године. Овај образац раста сличан је модерним крокодилима.

### Обрасци дневних активности
Поређења између склералних прстенова Pterodactylus antiquus и савремених птица и гмизаваца указују на поделу ниша са савременим птеросаурусима за које се сматра да су ноћне животиње, као што су Ctenochasma и Rhamphorhynchus.

### Исхрана
На основу облика, величине и распореда зуба, птеродактил је препознат као месождер специјализован за мале животиње. Студија из 2020. године о трошењу зуба птеросауруса подржала је хипотезу да је птеродактил ловио углавном бескичмењаке и да је поседовао стратегију, што указује релативно велика сила угриза.

## Палеоекологија
Узорци птеродактила су пронађени углавном у Баварској. Главни састав ове формације је кречњак који потиче углавном из оближњих градова Золнхофена и Ајхштета, који настаје наслагама муља. Кречњак је разнолик минералним лежиштима који садржи широк спектар различитих створења, укључујући врло детаљне фосилизиране отиске меких организама попут медуза. Примерци птеросауруса сличним птеродактила су пронађени унутар формације, они укључују Rhamphorhynchus и Scaphognathus, попут Aerodactylus, Ardeadactylus и Cycnorhamphus, Ctenochasma, Gnathosaurus, Anurognathus, Germanodactylus, као и Diopecephalus. Фосилни остаци диносауруса археоптерикса и компсогнатуса су пронађени у оквиру кречњака, те узорци су се односили на ране еволуције перја. Уз остатке птеродактила су пронађени и различити остаци гуштера, а неколико је примерака додељено Ardeosaurus, Bavarisaurus и Eichstaettisaurus. Узорци крокодиломорфа били су широко распрострањени унутар фосилних налазишта, већина је додељена родовима Cricosaurus, Dakosaurus, Geosaurus и Rhacheosaurus који се колоквијално називају морским крокодилима због сличне грађе. Унутар формације су пронађени и родови корњача Eurysternum и Paleomedusa. Фосили у ихтиосаури Aegirosaurus такође су присутне у месту, са много примерака који су додељени зракоперки као што су Lepidotes, Propterus, Gyrodus, Mesturus, Proscinetes, Caturus, Ophiopsis и Ophiopsiella, Asthenocormus, Hypsocormus и Orthocormus, Aspidorhynchus и Thrissops.

## Класификација
Прве класификације птеродактила су започеле када је палеонтолог Кристијан Ерих Херман фон Мајер употребио назив птеродактил да садржи и друге тада познате птеросаурусе. Породицу Pterodactylidae је надопунио принц Шарл Лисјен Бонапарта 1838. Међутим, ова група је недавно добила неколико конкурентних дефиниција.
Од 2014. године, истраживачи Стеван Видовић и Дејвид М. Мартил су конструисали анализу у којој је неколико птеросауруса за које се традиционално сматра да су Аrchaeopterodactyloids блиско повезани са Ctenochasmatoidea који су повезани са напреднијим Dsungaripteroidea или у неким случајевима, не спадају у обе групе. Њихов закључак објављен је 2017. године, у којем су поставили птеродактил као базалног члана птеродактилоида.

|                   | Diopecephalus kochi                                                  |
|                   |                                                                      |
| Ctenochasmatoidea | \| \| Gallodactylidae \| \| \| \| \| \| Ctenochasmatidae \| \| \| \| |
|                   | \| \| Gallodactylidae \| \| \| \| \| \| Ctenochasmatidae \| \| \| \| |
|                   | Gallodactylidae                                                      |
|                   |                                                                      |
|                   | Ctenochasmatidae                                                     |
|                   |                                                                      |

|  | Gallodactylidae  |
|  |                  |
|  | Ctenochasmatidae |
|  |                  |

|  | Altmuehlopterus ramphastinus |
|  |                              |
|  | Dsungaripteroidea            |
|  |                              |

|                   | Diopecephalus kochi                                                  |
|                   |                                                                      |
| Ctenochasmatoidea | \| \| Gallodactylidae \| \| \| \| \| \| Ctenochasmatidae \| \| \| \| |
|                   | \| \| Gallodactylidae \| \| \| \| \| \| Ctenochasmatidae \| \| \| \| |
|                   | Gallodactylidae                                                      |
|                   |                                                                      |
|                   | Ctenochasmatidae                                                     |
|                   |                                                                      |

|  | Gallodactylidae  |
|  |                  |
|  | Ctenochasmatidae |
|  |                  |

|  | Altmuehlopterus ramphastinus |
|  |                              |
|  | Dsungaripteroidea            |
|  |                              |

|                   | Diopecephalus kochi                                                  |
|                   |                                                                      |
| Ctenochasmatoidea | \| \| Gallodactylidae \| \| \| \| \| \| Ctenochasmatidae \| \| \| \| |
|                   | \| \| Gallodactylidae \| \| \| \| \| \| Ctenochasmatidae \| \| \| \| |
|                   | Gallodactylidae                                                      |
|                   |                                                                      |
|                   | Ctenochasmatidae                                                     |
|                   |                                                                      |

|  | Gallodactylidae  |
|  |                  |
|  | Ctenochasmatidae |
|  |                  |

|  | Altmuehlopterus ramphastinus |
|  |                              |
|  | Dsungaripteroidea            |
|  |                              |

|                   | Diopecephalus kochi                                                  |
|                   |                                                                      |
| Ctenochasmatoidea | \| \| Gallodactylidae \| \| \| \| \| \| Ctenochasmatidae \| \| \| \| |
|                   | \| \| Gallodactylidae \| \| \| \| \| \| Ctenochasmatidae \| \| \| \| |
|                   | Gallodactylidae                                                      |
|                   |                                                                      |
|                   | Ctenochasmatidae                                                     |
|                   |                                                                      |

|  | Gallodactylidae  |
|  |                  |
|  | Ctenochasmatidae |
|  |                  |

|  | Altmuehlopterus ramphastinus |
|  |                              |
|  | Dsungaripteroidea            |
|  |                              |

|                   | Diopecephalus kochi                                                  |
|                   |                                                                      |
| Ctenochasmatoidea | \| \| Gallodactylidae \| \| \| \| \| \| Ctenochasmatidae \| \| \| \| |
|                   | \| \| Gallodactylidae \| \| \| \| \| \| Ctenochasmatidae \| \| \| \| |
|                   | Gallodactylidae                                                      |
|                   |                                                                      |
|                   | Ctenochasmatidae                                                     |
|                   |                                                                      |

|  | Gallodactylidae  |
|  |                  |
|  | Ctenochasmatidae |
|  |                  |

|  | Altmuehlopterus ramphastinus |
|  |                              |
|  | Dsungaripteroidea            |
|  |                              |

|                   | Diopecephalus kochi                                                  |
|                   |                                                                      |
| Ctenochasmatoidea | \| \| Gallodactylidae \| \| \| \| \| \| Ctenochasmatidae \| \| \| \| |
|                   | \| \| Gallodactylidae \| \| \| \| \| \| Ctenochasmatidae \| \| \| \| |
|                   | Gallodactylidae                                                      |
|                   |                                                                      |
|                   | Ctenochasmatidae                                                     |
|                   |                                                                      |

|  | Gallodactylidae  |
|  |                  |
|  | Ctenochasmatidae |
|  |                  |

|  | Altmuehlopterus ramphastinus |
|  |                              |
|  | Dsungaripteroidea            |
|  |                              |

|                   | Diopecephalus kochi                                                  |
|                   |                                                                      |
| Ctenochasmatoidea | \| \| Gallodactylidae \| \| \| \| \| \| Ctenochasmatidae \| \| \| \| |
|                   | \| \| Gallodactylidae \| \| \| \| \| \| Ctenochasmatidae \| \| \| \| |
|                   | Gallodactylidae                                                      |
|                   |                                                                      |
|                   | Ctenochasmatidae                                                     |
|                   |                                                                      |

|  | Gallodactylidae  |
|  |                  |
|  | Ctenochasmatidae |
|  |                  |

|  | Altmuehlopterus ramphastinus |
|  |                              |
|  | Dsungaripteroidea            |
|  |                              |

|                   | Diopecephalus kochi                                                  |
|                   |                                                                      |
| Ctenochasmatoidea | \| \| Gallodactylidae \| \| \| \| \| \| Ctenochasmatidae \| \| \| \| |
|                   | \| \| Gallodactylidae \| \| \| \| \| \| Ctenochasmatidae \| \| \| \| |
|                   | Gallodactylidae                                                      |
|                   |                                                                      |
|                   | Ctenochasmatidae                                                     |
|                   |                                                                      |

|  | Gallodactylidae  |
|  |                  |
|  | Ctenochasmatidae |
|  |                  |

|  | Altmuehlopterus ramphastinus |
|  |                              |
|  | Dsungaripteroidea            |
|  |                              |

|                   | Diopecephalus kochi                                                  |
|                   |                                                                      |
| Ctenochasmatoidea | \| \| Gallodactylidae \| \| \| \| \| \| Ctenochasmatidae \| \| \| \| |
|                   | \| \| Gallodactylidae \| \| \| \| \| \| Ctenochasmatidae \| \| \| \| |
|                   | Gallodactylidae                                                      |
|                   |                                                                      |
|                   | Ctenochasmatidae                                                     |
|                   |                                                                      |

|  | Gallodactylidae  |
|  |                  |
|  | Ctenochasmatidae |
|  |                  |

|  | Altmuehlopterus ramphastinus |
|  |                              |
|  | Dsungaripteroidea            |
|  |                              |

|                   | Diopecephalus kochi                                                  |
|                   |                                                                      |
| Ctenochasmatoidea | \| \| Gallodactylidae \| \| \| \| \| \| Ctenochasmatidae \| \| \| \| |
|                   | \| \| Gallodactylidae \| \| \| \| \| \| Ctenochasmatidae \| \| \| \| |
|                   | Gallodactylidae                                                      |
|                   |                                                                      |
|                   | Ctenochasmatidae                                                     |
|                   |                                                                      |

|  | Gallodactylidae  |
|  |                  |
|  | Ctenochasmatidae |
|  |                  |

|  | Altmuehlopterus ramphastinus |
|  |                              |
|  | Dsungaripteroidea            |
|  |                              |

|                   | Diopecephalus kochi                                                  |
|                   |                                                                      |
| Ctenochasmatoidea | \| \| Gallodactylidae \| \| \| \| \| \| Ctenochasmatidae \| \| \| \| |
|                   | \| \| Gallodactylidae \| \| \| \| \| \| Ctenochasmatidae \| \| \| \| |
|                   | Gallodactylidae                                                      |
|                   |                                                                      |
|                   | Ctenochasmatidae                                                     |
|                   |                                                                      |

|  | Gallodactylidae  |
|  |                  |
|  | Ctenochasmatidae |
|  |                  |

|  | Altmuehlopterus ramphastinus |
|  |                              |
|  | Dsungaripteroidea            |
|  |                              |

|                   | Diopecephalus kochi                                                  |
|                   |                                                                      |
| Ctenochasmatoidea | \| \| Gallodactylidae \| \| \| \| \| \| Ctenochasmatidae \| \| \| \| |
|                   | \| \| Gallodactylidae \| \| \| \| \| \| Ctenochasmatidae \| \| \| \| |
|                   | Gallodactylidae                                                      |
|                   |                                                                      |
|                   | Ctenochasmatidae                                                     |
|                   |                                                                      |

|  | Gallodactylidae  |
|  |                  |
|  | Ctenochasmatidae |
|  |                  |

|  | Altmuehlopterus ramphastinus |
|  |                              |
|  | Dsungaripteroidea            |
|  |                              |

|                   | Diopecephalus kochi                                                  |
|                   |                                                                      |
| Ctenochasmatoidea | \| \| Gallodactylidae \| \| \| \| \| \| Ctenochasmatidae \| \| \| \| |
|                   | \| \| Gallodactylidae \| \| \| \| \| \| Ctenochasmatidae \| \| \| \| |
|                   | Gallodactylidae                                                      |
|                   |                                                                      |
|                   | Ctenochasmatidae                                                     |
|                   |                                                                      |

|  | Gallodactylidae  |
|  |                  |
|  | Ctenochasmatidae |
|  |                  |

|  | Altmuehlopterus ramphastinus |
|  |                              |
|  | Dsungaripteroidea            |
|  |                              |

|                   | Diopecephalus kochi                                                  |
|                   |                                                                      |
| Ctenochasmatoidea | \| \| Gallodactylidae \| \| \| \| \| \| Ctenochasmatidae \| \| \| \| |
|                   | \| \| Gallodactylidae \| \| \| \| \| \| Ctenochasmatidae \| \| \| \| |
|                   | Gallodactylidae                                                      |
|                   |                                                                      |
|                   | Ctenochasmatidae                                                     |
|                   |                                                                      |

|  | Gallodactylidae  |
|  |                  |
|  | Ctenochasmatidae |
|  |                  |

|  | Altmuehlopterus ramphastinus |
|  |                              |
|  | Dsungaripteroidea            |
|  |                              |

|                   | Diopecephalus kochi                                                  |
|                   |                                                                      |
| Ctenochasmatoidea | \| \| Gallodactylidae \| \| \| \| \| \| Ctenochasmatidae \| \| \| \| |
|                   | \| \| Gallodactylidae \| \| \| \| \| \| Ctenochasmatidae \| \| \| \| |
|                   | Gallodactylidae                                                      |
|                   |                                                                      |
|                   | Ctenochasmatidae                                                     |
|                   |                                                                      |

|  | Gallodactylidae  |
|  |                  |
|  | Ctenochasmatidae |
|  |                  |

|  | Altmuehlopterus ramphastinus |
|  |                              |
|  | Dsungaripteroidea            |
|  |                              |

|                   | Diopecephalus kochi                                                  |
|                   |                                                                      |
| Ctenochasmatoidea | \| \| Gallodactylidae \| \| \| \| \| \| Ctenochasmatidae \| \| \| \| |
|                   | \| \| Gallodactylidae \| \| \| \| \| \| Ctenochasmatidae \| \| \| \| |
|                   | Gallodactylidae                                                      |
|                   |                                                                      |
|                   | Ctenochasmatidae                                                     |
|                   |                                                                      |

|  | Gallodactylidae  |
|  |                  |
|  | Ctenochasmatidae |
|  |                  |

|  | Altmuehlopterus ramphastinus |
|  |                              |
|  | Dsungaripteroidea            |
|  |                              |

Резултати топологије засновани су на филогенетској анализи коју су направили Лонгрич, Мартил и Андрес 2018. године. За разлику од претходних резултата, они су поставили птеродактил унутар Euctenochasmatia.

|  | Germanodactylus cristatus     |
|  |                               |
|  | Germanodactylus rhamphastinus |
|  |                               |

| Gallodactylidae | \| \| Cycnorhamphus suevicus \| \| \| \| \| \| Normannognathus wellnhoferi \| \| \| \| |
|                 | \| \| Cycnorhamphus suevicus \| \| \| \| \| \| Normannognathus wellnhoferi \| \| \| \| |
|                 | Ctenochasmatidae                                                                       |
|                 |                                                                                        |
|                 | Cycnorhamphus suevicus                                                                 |
|                 |                                                                                        |
|                 | Normannognathus wellnhoferi                                                            |
|                 |                                                                                        |

|  | Cycnorhamphus suevicus      |
|  |                             |
|  | Normannognathus wellnhoferi |
|  |                             |

| Gallodactylidae | \| \| Cycnorhamphus suevicus \| \| \| \| \| \| Normannognathus wellnhoferi \| \| \| \| |
|                 | \| \| Cycnorhamphus suevicus \| \| \| \| \| \| Normannognathus wellnhoferi \| \| \| \| |
|                 | Ctenochasmatidae                                                                       |
|                 |                                                                                        |
|                 | Cycnorhamphus suevicus                                                                 |
|                 |                                                                                        |
|                 | Normannognathus wellnhoferi                                                            |
|                 |                                                                                        |

|  | Cycnorhamphus suevicus      |
|  |                             |
|  | Normannognathus wellnhoferi |
|  |                             |

|  | Germanodactylus cristatus     |
|  |                               |
|  | Germanodactylus rhamphastinus |
|  |                               |

| Gallodactylidae | \| \| Cycnorhamphus suevicus \| \| \| \| \| \| Normannognathus wellnhoferi \| \| \| \| |
|                 | \| \| Cycnorhamphus suevicus \| \| \| \| \| \| Normannognathus wellnhoferi \| \| \| \| |
|                 | Ctenochasmatidae                                                                       |
|                 |                                                                                        |
|                 | Cycnorhamphus suevicus                                                                 |
|                 |                                                                                        |
|                 | Normannognathus wellnhoferi                                                            |
|                 |                                                                                        |

|  | Cycnorhamphus suevicus      |
|  |                             |
|  | Normannognathus wellnhoferi |
|  |                             |

| Gallodactylidae | \| \| Cycnorhamphus suevicus \| \| \| \| \| \| Normannognathus wellnhoferi \| \| \| \| |
|                 | \| \| Cycnorhamphus suevicus \| \| \| \| \| \| Normannognathus wellnhoferi \| \| \| \| |
|                 | Ctenochasmatidae                                                                       |
|                 |                                                                                        |
|                 | Cycnorhamphus suevicus                                                                 |
|                 |                                                                                        |
|                 | Normannognathus wellnhoferi                                                            |
|                 |                                                                                        |

|  | Cycnorhamphus suevicus      |
|  |                             |
|  | Normannognathus wellnhoferi |
|  |                             |

|  | Germanodactylus cristatus     |
|  |                               |
|  | Germanodactylus rhamphastinus |
|  |                               |

| Gallodactylidae | \| \| Cycnorhamphus suevicus \| \| \| \| \| \| Normannognathus wellnhoferi \| \| \| \| |
|                 | \| \| Cycnorhamphus suevicus \| \| \| \| \| \| Normannognathus wellnhoferi \| \| \| \| |
|                 | Ctenochasmatidae                                                                       |
|                 |                                                                                        |
|                 | Cycnorhamphus suevicus                                                                 |
|                 |                                                                                        |
|                 | Normannognathus wellnhoferi                                                            |
|                 |                                                                                        |

|  | Cycnorhamphus suevicus      |
|  |                             |
|  | Normannognathus wellnhoferi |
|  |                             |

| Gallodactylidae | \| \| Cycnorhamphus suevicus \| \| \| \| \| \| Normannognathus wellnhoferi \| \| \| \| |
|                 | \| \| Cycnorhamphus suevicus \| \| \| \| \| \| Normannognathus wellnhoferi \| \| \| \| |
|                 | Ctenochasmatidae                                                                       |
|                 |                                                                                        |
|                 | Cycnorhamphus suevicus                                                                 |
|                 |                                                                                        |
|                 | Normannognathus wellnhoferi                                                            |
|                 |                                                                                        |

|  | Cycnorhamphus suevicus      |
|  |                             |
|  | Normannognathus wellnhoferi |
|  |                             |

|  | Germanodactylus cristatus     |
|  |                               |
|  | Germanodactylus rhamphastinus |
|  |                               |

| Gallodactylidae | \| \| Cycnorhamphus suevicus \| \| \| \| \| \| Normannognathus wellnhoferi \| \| \| \| |
|                 | \| \| Cycnorhamphus suevicus \| \| \| \| \| \| Normannognathus wellnhoferi \| \| \| \| |
|                 | Ctenochasmatidae                                                                       |
|                 |                                                                                        |
|                 | Cycnorhamphus suevicus                                                                 |
|                 |                                                                                        |
|                 | Normannognathus wellnhoferi                                                            |
|                 |                                                                                        |

|  | Cycnorhamphus suevicus      |
|  |                             |
|  | Normannognathus wellnhoferi |
|  |                             |

| Gallodactylidae | \| \| Cycnorhamphus suevicus \| \| \| \| \| \| Normannognathus wellnhoferi \| \| \| \| |
|                 | \| \| Cycnorhamphus suevicus \| \| \| \| \| \| Normannognathus wellnhoferi \| \| \| \| |
|                 | Ctenochasmatidae                                                                       |
|                 |                                                                                        |
|                 | Cycnorhamphus suevicus                                                                 |
|                 |                                                                                        |
|                 | Normannognathus wellnhoferi                                                            |
|                 |                                                                                        |

|  | Cycnorhamphus suevicus      |
|  |                             |
|  | Normannognathus wellnhoferi |
|  |                             |

### Раније додељене врсте
Бројне врсте су додељене птеродактилу годинама од његовог открића. У првој половини 19. века нова врста птеросауруса добила би име птеродактил. Чак и након што су различити облици касније добили своје генеричко име, нове врсте створене широм Европе и Северне Америке често су засноване само на другачијем материјалу.
Најраније премештање врста птеросауруса у птеродактил је започето 1825. године, са описом Rhamphorhynchus. Сакупљач фосила Георг зу Мунстер је упозорио немачког палеонтолога Самјуела Томаса вон Сомеринга о неколико различитих фосилних примерака, који је сматрао да припадају древној птици. Даљи фосилни препарати имали су откривене зубе, до којих је Георг зу Мунстер направио одлив лубање. Касније је послао екипу професору Аугусту Голдфусу који ју је препознао као птеросауруса, посебно врсту птеродактил. Међутим, у то време већина палеонтолога погрешно сматра род Ornithocephalus птеродактил, па је стога пронађени примерак назван Ornithocephalus Münsteri, који је први поменуо сам Георг зу Мунстер. Још један примерак је пронашао и описао 1839. године који је доделио новој засебној врсти Ornithocephalus longicaudus, што значи дугачак реп, у односу на величину репа животиње. Немачки палеонтолог Кристијан Ерих Херман фон Мајер 1845. је званично променио да род птеродактил има приоритет над Ornithocephalus, па је поново доделио врсте O. longicaudus и O. münsteri у Pterodactylus münsteri и Pterodactylus longicaudus. Године 1846. вон Мајер је створио нову врсту Pterodactylus gemmingi на основу дугорепих остатака, чије специфично име одаје почаст сакупљачу фосила. Године 1847. вон Мајер је подигао генерички назив Rhamphorhynchus због изразито дугих репова који се виде у пронађеним примерцима, који су много дужи од оних који се виде у Pterodactylus. Он је за тип Rhamphorhynchus доделио врсту P. longicaudus, што је резултирало новом комбинацијом под називом Rhamphorhynchus longicaudus. Врста R. münsteri је промењена у R. muensteri 1888, због правила који забрањује нестандардне латиничне карактере, као ü, у научним називима.
Од 1846. године, британски палеонтолози Џејмс Скот Бовербанк и Ричард Овен су пронашли многе узорке птеросауруса У Кенту. Бовербанк је доделио фосилне остатке новим врстама, први је 1846. године добио име Pterodactylus giganteus, а друга 1851. године Pterodactylus cuvieri, у част француског научника Жоржа Кивје. Касније 1851. године Овен је именовао и описао нове узорке птеросауруса који су поново пронађени у Енглеској. Ове узорке је доделио новој врсти Pterodactylus compressirostris. Међутим, 1914. године палеонтолог Реџиналд Хули је поново описао P. compressirostris, којој је подигао род Lonchodectes, па је P. compressirostris учинио типичном врстом и створио је нову комбинацију L. compressirostris. У прегледу из 2013. P. giganteus и P. cuvieri су прераспоређени у нове родове; P. giganteus је прераспоређен у род Lonchodraco, што је резултирало новом комбинацијом названом L. giganteus, а P. cuvieri је прераспоређен у нови род Cimoliopterus, стварајући C. cuvieri. Још 1859. године Овен је пронашао остатке предњег дела носа и сврстао га у врсту Pterodactylus segwickii; у част Адама Сеџвика, британског геолога. Ова врста је, међутим, 2013. године прераспоређена у род Camposipterus, чиме је створена нова комбинација Camposipterus segwickii. Касније, 1861. године, Овен је поново открио више фосилних остатака који су додељени новој врсти Pterodactylus simus, иако је британски палеонтолог Хари Сили створио посебно генеричко име Ornithocheirus, и поново доделио P. simus као типску врсту, што је створило комбинацију Ornithocheirus simus. Између 1869. и 1870. године, Сили је поново доделио многе врсте птеросауруса у Ornithocheirus, истовремено стварајући и неколико нових врста. Многе од ових врста су, међутим, сада рекласификоване у друге родове или се сматрају nomina dubia. Године 1874. у Енглеској су пронађени додатни примерци, поново Овен, који су додељени новој врсти Pterodactylus sagittirostris, међутим ова врста је 1914. године додељена у род Lonchodectes, што је резултирало L. sagittirostris. Овај закључак су ревидирали 2017. године, створен је нови род Serradraco, што је касније резултирало новом комбинацијом S. sagittirostris.
Додељивање нових врста птеросауруса Pterodactylus није било уобичајено само у Европи, већ и у Северној Америци. Палеонтолози, као што је Отнијел Чарлс Марш, 1871. су описали неколико узорака птеросауруса без зуба, који су били праћени зубима који припадају риби Xiphactinus, за коју је Марш претпоставио да припадају примерцима птеросауруса које је пронашао, будући да су сви птеросауруси тада откривени имали зубе. Те узорке нове врсте је назвао Pterodactylus oweni, али је то промењено у Pterodactylus occidentalis јер P. oweni је утврђено да су синоними од само птеросаурус врста описаних са истим именом 1864. Године 1872. амерички палеонтолог Едвард Дринкер Коуп је пронашао различите узорке птеросауруса у Северној Америци, доделио их је двема новим врстама познатим као Ornithochirus umbrosus и Ornithochirus harpyia, које је покушао да припише роду Ornithocheirus, али је погрешно написао е. Међутим, 1875. године је поново доделио врсте O. umbrosus и O. harpyia у terodactylus umbrosus и Pterodactylus harpyia, иако су се ове врсте сматрале nomina dubia од тада. Палеонтолог Самјуел Вендел Вилистон је открио прву лобању птеросауруса и животиња без зуба што је довело до тога да је Марш створио род Pteranodon, па је доделио све америчке врсте птеросауруса, укључујући оне које је назвао, од Pterodactylus до Pteranodon.
Накнадне ревизије је 1980-их извршио Петер Велнхофер које су смањиле број признатих врста на око пола. Многе врсте додељене Pterodactylus биле су засноване на младим примерцима, а касније су препознате као незреле јединке других врста или родова. Деведесетих година 20. века било је схваћено да је то чак било тачно за део преосталих врста. P. elegans, на пример, је у бројним студијама откривен као незрели Ctenochasma. Друга врста која се првобитно базирала на малим, незрелим примерцима био је P. micronyx. Међутим, било је тешко утврдити род и врсту P. micronyx. Стефан Јув, Кристофер Бенет и други су својевремено сугерисали да вероватно припада гнатосауру или једној од врста које припадају Ctenochasma, иако га је Бенет након додатних истраживања доделио роду Aurorazhdarcho. Друга врста са сложеном историјом је P. longicollum, коју је вон Мајер назвао 1854. године, на основу великог примерка са дугим вратом и мање зуба. Многи истраживачи, укључујући Давида Унвина, открили су да се P. longicollum разликује од P. kochi и P. antiquus. Унвин је открио да је P. longicollum ближи Germanodactylus и да му је стога потребно ново име рода. Понекад се ставља у род Diopecephalus јер је Хари Сили овај род делимично засновао на материјалу P. longicollum. Међутим, Бенет је показао да је узорак типа касније одређен за Diopecephalus био фосил који припада P. kochi и да се више није сматрало да је одвојен од Pterodactylus. Diopecephalus је синоним за Pterodactylus и као такав није доступан за употребу као нови род за P. longicollum који је на крају постао тип врста посебног рода Ardeadactylus.

### Контроверзне врсте
Једине познате и подржане врсте које су остале у првим деценијама 21. века биле су P. antiquus и P. kochi. Међутим, већина студија између 1995. и 2010. није нашла разлога за одвајање чак ни ове две врсте и третирала их је као синониме. Новија истраживања односа птеросауруса открила су да су анурогнатиди и птеродактилоиди сестринске групе, што би инклузивну групу Caelidracones ограничило на само две кладе. Године 1996. Бенет је предложио да се разлике између узорака P. kochi и P. antiquus могу објаснити разликама у старости, при чему P. kochi (укључујући узорке наизменично класификоване у врсту P. scolopaciceps) представља незрелу фазу раста P. antiquus. У раду из 2004. користи се другачија метода анализе са истим резултатима, показујући да су карактеристичне особине P. kochi повезане са годинама, и користећи математичко поређење показано је да су два облика различите фазе раста исте врсте. Додатни преглед узорака објављених 2013. је показао да су неке од претпостављених разлика између P. kochi и P. antiquus настале због грешака у мерењу, што додатно подржава њихову синонимност.
До 2010. године је развијено истраживање засновано на идеји да су P. kochi и P. scolopaciceps ране фазе раста P. antiquus. Међутим, 2014. године два научника су започела објављивање истраживања која су оспорила ову парадигму. Стеван Видовић и Дејвид М. Мартил су закључили да су разлике између примерака P. kochi, P. scolopaciceps и P. antiquus, као што су различите дужине вратних пршљенова, тањи или дебљи зуби, заобљеније лобање и колико су се зуби протезали уназад у вилице, биле довољно значајне да их раздвоје у три различите врсте. Видовић и Мартил су извршили филогенетску анализу која је третирала све релевантне узорке као различите јединице и открили да примерак типа P. kochi није чинио природну групу са P. antiquus. Закључили су да се род Diopecephalus може вратити у употребу за разликовање P. kochi и P. antiquus. Нови род су назвали Aerodactylus и за P. scolopaciceps. Оно што је Бенет сматрао раним фазама раста једне врсте, Видовић и Мартил су сматрали представницима нових врста.
Бенет је 2017. оспорио ову хипотезу, тврдио је да, иако су Видовић и Мартил идентификовали стварне разлике између ове три групе узорака, нису дали никакво образложење да су разлике довољне да се разликују као врсте, а не само као појединачна варијација, раст промене, или због ломљења и изобличења током процеса фосилизације. Бенет је посебно указао на податке који се користе за разликовање Aerodactylus, који су били толико различити од података за сродне врсте, што се претпоставило да је последица неприродног скупа примерака. Као резултат тога, Бенет је наставио да сматра Diopecephalus и Aerodactylus годишњим класама незрелих Pterodactylus antiquus.

### Врста
Током своје преко 200-годишње историје, различите врсте су прошле кроз бројне промене у класификацији и тако стекле велики број синонима. Бројне врсте додељене птеродактилу су засноване на сиромашним остацима за које се показало да их је тешко доделити једној или другој врсти и стога се сматрају nomina dubia. Врсте које су nomina oblita су она која су искориштена и врсте које су nomina rejecta су она која су одбијена јер је уместо њих прихваћен пожељнији назив.

## Културни значај
Pterodactylus се сматра једним од најпознатијих праисторијских створења, појављује се у књигама, филмовима, као и у телевизијским серијама и неколико видео игара. Неформални назив птеродактил се понекад користи за било коју врсту животиње која припада реду птеросаура, мада најчешће за Pterodactylus, јер је то најпознатији члан групе. Популарни аспект се састоји од издуженог гребена главе и потенцијално великих крила. Студије, међутим, закључују да му чак може недостајати и коштани кранијални гребен, иако је неколико анализа показало да у ствари може имати гребен направљен од меког ткива, а не од костију.
Pterodactylus је звездани лик хорор филма Pterodactyl из 2005. године, где је идентификован са неформалним именом птеродактил, отуда и назив филма. У филму, птеродактили подсећају на аспект удаљеног рода Pteranodon због издуженог коштаног гребена лобање и њихове огромне величине. Једна посебна карактеристика коју је имао у филму је поседовање зуба, док је то генерално тачно за Pterodactylus, укупан изглед створења у филму је сличан Pteranodon, као и величина, што их чини сличним птеросаурусима идентичног Pteranodon, али са зубима.
Створења слично Pterodactylus се налази у граду Толкина, у Средњој земљи. У овом роману Назгул, представљен као Црни јахачи, представља девет ликова који су јахали летећа чудовишта која су изгледала слично као Pterodactylus. Кристофер Толкин, син аутора, описао је летећа чудовишта као Назгул птице.